# Мольдт, Эвальд
Эвальд Мольдт (нем. Ewald Moldt; 22 апреля 1927, Грайфсвальд — 17 октября 2019) — немецкий дипломат. В 1978—1988 — руководитель Постоянного представительства ГДР в ФРГ, в 1970—1988 годах — заместитель министра иностранных дел ГДР.

## Биография
Во время Второй мировой войны Мольдт работал на таможне в Штральзунде, в 1944 году был призван на фронт. Весной 1945 года получил ранение. По окончании войны участвовал в создании антифашистских молодёжных комитетов, позднее вступил В ССНМ.
Вступив в 1945 году в СДПГ, а после объединения партии с КПГ в 1946 году — в СЕПГ, работал с молодёжью в дирекции железных дорог в Грайфсвальде. В 1947—1950 годах руководил управлении по делам молодёжи в районной администрации. Поступил в Германскую академию государственных и правовых наук и по окончании работал в министерстве иностранных дел ГДР, где в 1953—1958 годах занимал должность персонального референта министра Лотара Больца.
До 1963 года находился на дипломатической службе в посольствах ГДР в Румынской Народной Республике и Польской Народной Республике. В 1965 году получил назначение послом ГДР в Социалистическую Республику Румынию.
В 1970—1978 годах занимал должность заместителя министра иностранных дел. Находясь на этой должности, в течение двух лет возглавлял комиссию ГДР в ЮНЕСКО. В течение десяти лет руководил Постоянным представительством ГДР в ФРГ, и в 1988 году вновь был назначен на должность замминистра иностранных дел ГДР. Вышел в отставку в марте 1990 года.
С 1986 по 1989 год был членом ЦК СЕПГ.